# Разбиение единицы
Разбиение единицы — конструкция, используемая в топологии для удобства работы с многообразием как с множеством карт.
С помощью разбиения единицы определяется, в частности, интеграл от дифференциальной формы на многообразии.

## Конструкция
Пусть дано открытое покрытие топологического пространства {\displaystyle M} открытыми множествами {\displaystyle D_{\alpha }}.
Разбиением единицы, подчиненным покрытию {\displaystyle \{D_{\alpha }\}}, называется набор неотрицательных непрерывных вещественных функций {\displaystyle f_{\beta }} на {\displaystyle M}, обладающих следующими свойствами:
- {\displaystyle 0\leqslant f_{\beta }\leqslant 1.}
- Носитель каждой из функций {\displaystyle f_{\beta }} целиком содержится в одном из множеств {\displaystyle D_{\alpha }}.
- Для любой точки {\displaystyle x\in M} имеем {\displaystyle \sum _{\beta }{f_{\beta }(x)=1}} (то есть при любом {\displaystyle x\in M} для не более, чем счётного множества функций {\displaystyle f_{\beta }(x)} отлично от нуля и ряд {\displaystyle \sum _{i=1}^{\infty }{f_{\beta _{i}}(x)}}, где {\displaystyle \{\beta _{1},\beta _{2},...\}=\{\beta :f_{\beta }(x)\neq 0\}} сходится к 1. Этот ряд абсолютно сходится, поэтому сумма ряда не зависит от порядка членов).

Если для любой точки {\displaystyle x\in M} существует окрестность {\displaystyle W\ni x}, такая что пересечение {\displaystyle W\cap \mathrm {supp} \,f_{\beta }} непусто не более чем для конечного числа индексов {\displaystyle \beta }, то  такое разбиение единицы называется локально конечным.

## Свойства
- Для всякого открытого покрытия паракомпактного T1-пространства существует подчинённое ему локально конечное разбиение единицы. Обратно, если для всякого открытого покрытия  {\displaystyle T_{1}}-пространства существует подчинённое ему разбиение единицы, то это пространство паракомпактно.
- Для всякого открытого покрытия {\displaystyle C^{\infty }}-многообразия, существует подчинённое покрытию конечное или счётное локально конечное разбиение единицы, состоящее из функций класса {\displaystyle C^{\infty }}.